# Hyophila bescherellei
Hyophila bescherellei là một loài Rêu trong họ Pottiaceae. Loài này được (Schimp.) Müll. Hal. mô tả khoa học đầu tiên năm 1875.